# Алектор
Алектор (др.-греч. Ἀλέκτωρ) — в древнегреческой мифологии царь Аргоса из династии Анаксагоридов.
Наследовал своему отцу Анаксагору треть царства. После того как прорицатель и врач Мелампод исцелил аргосских женщин от безумия, Анаксагор передал ему власть над двумя третями царства. Алектор наследовал отцу власть над оставшейся третью владений. У Алектора было два сына — Ифий и Капаней (по версии Павсания). Первый наследовал отцу треть царства, второй — один из семи героев, принявших участие в походе против Фив.